# Bażant himalajski
Bażant himalajski (Catreus wallichii) – gatunek dużego ptaka z rodziny kurowatych (Phasianidae), zamieszkującego Himalaje. Narażony na wyginięcie. Hodowany w wolierach, choć niezbyt popularny ze względu na mało atrakcyjne upierzenie.
SystematykaJedyny przedstawiciel rodzaju Catreus. Nie wyróżnia się podgatunków.

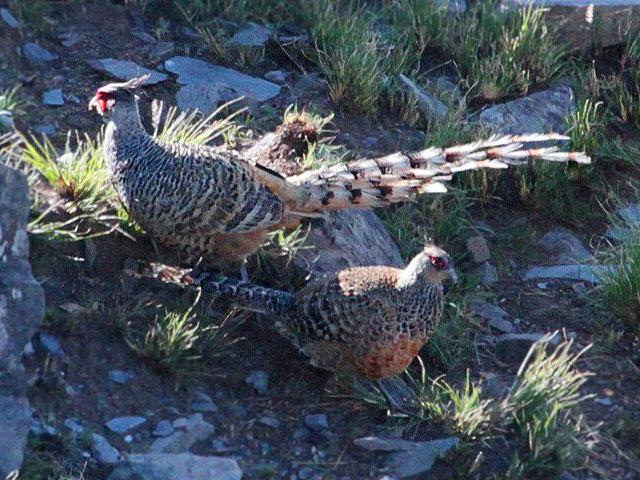
Para bażantów himalajskich

RozmiaryDługość ciała (z ogonem): samce 90–118 cm, samice 61–76 cm.
Zasięg występowaniaWystępuje od północnego Pakistanu przez północne Indie (Kaszmir, Himachal Pradesh i Uttarakhand) po środkowy Nepal. Zasięg występowania jest pofragmentowany.
Ekologia i zachowanieZamieszkuje strome i skaliste zbocza Himalajów, porośnięte krzewami i niskimi drzewami na wysokości 1200–3000 m n.p.m. Odżywia się głównie pokarmem roślinnym, w okresie letnim także owadami. Gniazdo zakłada wśród traw w miejscu osłoniętym skałami. W lęgu 9–12 jaj, inkubacja trwa 26 dni.
StatusMiędzynarodowa Unia Ochrony Przyrody (IUCN) uznaje bażanta himalajskiego za gatunek narażony (VU – Vulnerable). Liczebność populacji na wolności w 2022 roku szacowano na 2500–9999 dorosłych osobników (wcześniejsze szacunki mówiące o 2000–2700 osobnikach okazały się zaniżone). Trend liczebności populacji uznaje się za spadkowy głównie ze względu na polowania i fragmentację siedlisk.